# Festival d'Angoulême 2011
Le 38e festival international de la bande dessinée d'Angoulême s'est déroulé du 27 janvier au 30 janvier 2011.

## Affiche
L'affiche, dessinée par Baru, représentait un couple d'adolescents adossés à un mur graffité sur lequel on peut lire "38e festival d'Angoulême" et où sont représentés quelques figures de l'histoire de la bande dessinée : André Franquin, Hergé, René Goscinny et Hugo Pratt. On distingue de nombreuses signatures d'anciens grands prix de la ville d'Angoulême : Forest, Berberian, Trondheim, Jijé, Reiser, Loisel, Cestac… Entre autres détails visuels, on remarque un pochoir inspiré de la pochette de l'album London Calling, des Clash, ainsi que le "fauve" de Lewis Trondheim. Dans certaines versions de l'affiche, les deux figures d'adolescents sont en couleurs et le graffiti en noir et blanc.

## Palmarès

### Grand prix de la ville
Le Grand prix de la ville d'Angoulême 2011 est le dessinateur, scénariste et éditeur Art Spiegelman, qui a donc présidé le Grand Jury pour l'édition 2012 du festival.

### Prix officiels

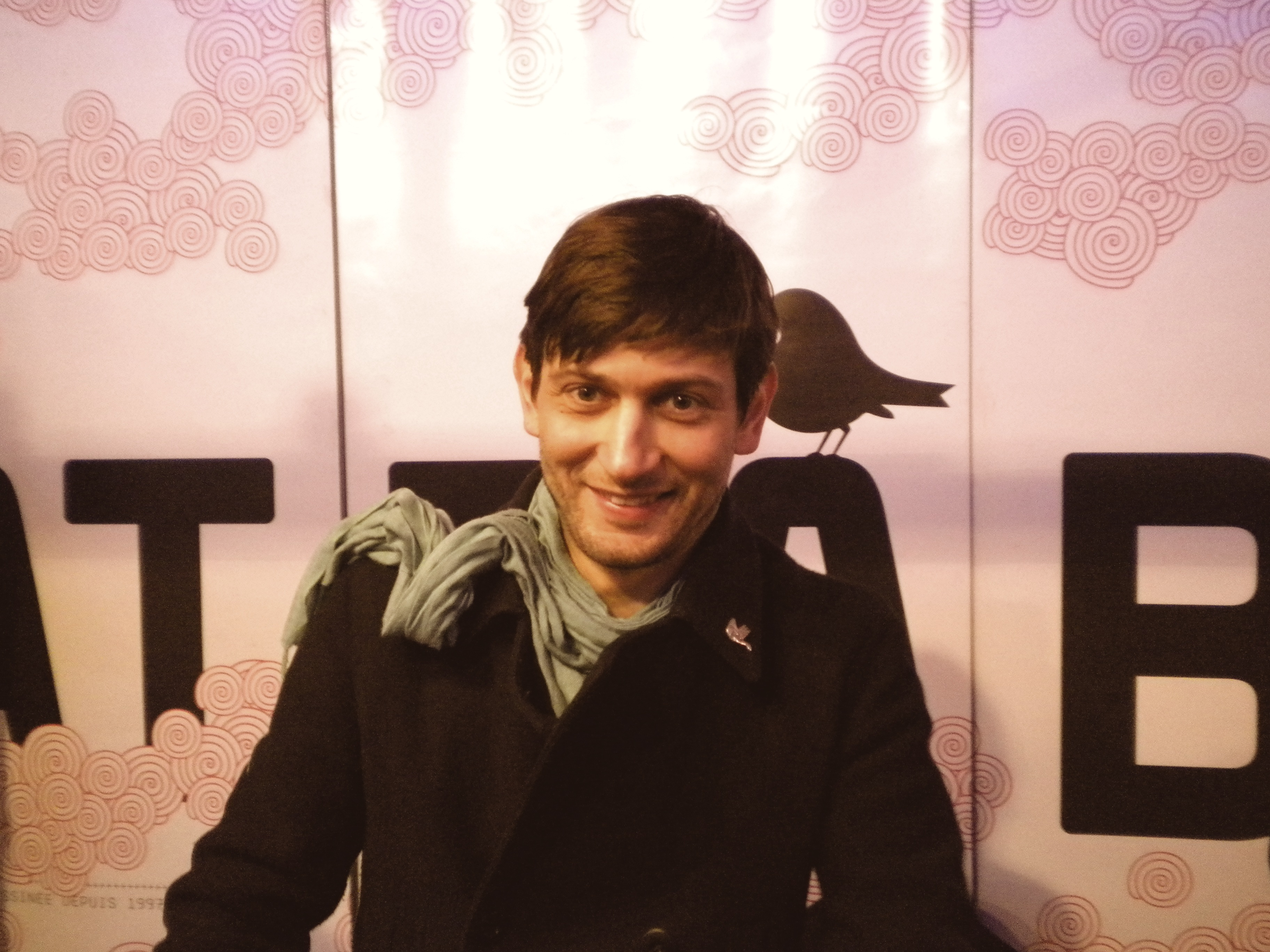
Manuele Fior, lauréat du Fauve d'or.

#### Palmarès officiel (Fauves d'Angoulême)
- Prix du meilleur album : Cinq mille kilomètres par seconde de Manuele Fior, aux éditions Atrabile
- Prix spécial du jury : Asterios Polyp de David Mazzucchelli, aux éditions Casterman
- Prix de la série : Il était une fois en France, T4 de Fabien Nury et Sylvain Vallée, aux éditions Glénat
- Prix Révélation :   
  - La Parenthèse d'Élodie Durand, aux éditions Delcourt
  - Trop n'est pas assez de Ulli Lust, aux éditions Çà et là
- Prix Regards sur le monde : Gaza 1956 – En marge de l’histoire de Joe Sacco, aux éditions Futuropolis
- Prix de l'Audace : Les Noceurs de Brecht Evens, aux éditions Actes Sud
- Prix Intergénérations : Pluto, de Naoki Urasawa, Osamu Tezuka et Takashi Nagasaki, aux éditions Kana
- Prix du patrimoine : Bab El Mandeb de Attilio Micheluzzi, aux éditions Mosquito
- Prix du public Fnac-SNCF : Le bleu est une couleur chaude de Jul' Maroh, aux éditions Glénat
- Prix Jeunesse : Les Chronokids t. 3, de Zep, Stan et Vince, aux éditions Glénat

#### Grand Jury
- Baru : Grand Prix de la Ville d'Angoulême 2010, président du jury
- Igort : auteur
- Jean Solé : auteur
- Jean-Claude Loiseau : journaliste
- Jean-Laurent Truc : journaliste
- Grégory Roux : libraire Fnac
- Philippe Dachouffe : bibliothécaire

#### Compétition officielle

##### Sélection Officielle
La sélection officielle compte 58 albums. Le Grand Jury est chargé d'attribuer sept prix au sein de cette sélection. Le Prix du Public est remis par un jury de dix lecteurs, dont quatre sont sélectionnés dans le cadre d’un « Quiz bande dessinée » organisé pendant le festival.
| - Anna et Froga tome 4 d'Anouk Ricard, aux éditions Sarbacane - L’Art et le sang de Benoît Preteseille, aux éditions Cornélius - Arzak – l’Arpenteur de Moebius, aux éditions Glénat - Asterios Polyp de David Mazzucchelli, aux éditions Casterman - Bambou, le petit cerf qui mange tous ses amis de Gaëlle Alméras, aux éditions Diantre! - Belleville Story tome 1 de Vincent Perriot et Arnaud Malherbe, aux éditions Dargaud - Blaise Opus 2 de Dimitri Planchon, aux éditions Glénat/1000 feuilles - Le bleu est une couleur chaude de Jul' Maroh, aux éditions Glénat - Bodyworld de Dash Shaw, aux éditions Dargaud - Cadavre exquis de Pénélope Bagieu, aux éditions Gallimard/Bayou - Château de sable de Frederik Peeters et Pierre Oscar Lévy, aux éditions Atrabile - La Chenille de Suehiro Maruo et Edogawa Ranpo, aux éditions Le Lézard noir - Chronographie de Dominique Goblet et Nikita Fossoul, aux éditions L'Association - Cinq mille kilomètres par seconde de Manuele Fior, aux éditions Atrabile - Coney Island Baby de Nine Antico, aux éditions L'Association - De briques et de sang de David François et Régis Hautière, aux éditions Casterman/KSTЯ - Les Derniers Jours d’Ellis Cutting de Thomas Vieille, aux éditions Gallimard/Bayou - Les Derniers Jours d’un immortel de Gwen de Bonneval et Fabien Vehlmann, aux éditions Futuropolis - L’Exilé du Kalevala de Ville Ranta, aux éditions Çà et là - Le Fils de l’ours père de Nicolas Presl, aux éditions The Hoochie Coochie - Fritz Haber tome 3 de David Vandermeulen, aux éditions Delcourt - Gauguin de Li-An, aux éditions Vents d'Ouest - Gaza 1956 – En marge de l’histoire de Joe Sacco, aux éditions Futuropolis - Girls Don’t Cry de Nine Antico, aux éditions Glénat - L’Homme qui se laissait pousser la barbe d'Olivier Schrauwen, aux éditions Actes Sud/L’An 2 - Il était une fois en France tome 4 de Sylvain Vallée et Fabien Nury, aux éditions Glénat - Incognito tome 1 de Sean Phillips et Ed Brubaker, aux éditions Delcourt - Le Jour du marché de James Sturm, aux éditions Delcourt - L de Benoît Jacques, aux éditions L'Association | - Las Rosas d'Anthony Pastor, aux éditions Actes Sud/L’An 2 - Lo de Lucie Durbiano, aux éditions Gallimard/Bayou - Logicomix, édition française Vuibert, 2010 Scénario : Apóstolos K. Doxiàdis, Christos Papadimitriou - Dessin : Alecos Papadatos - Couleurs : Annie Di Donna [détail des éditions] - Lutte Majeure de Borris et Céka, aux éditions Casterman/KSTЯ - Manabé Shima de Florent Chavouet, aux éditions Philippe Picquier - La Marche du crabe tome 1 d'Arthur de Pins, aux éditions Soleil/Noctambule - Mélo Biélo de Besseron et Felder, aux éditions Desinge & Hugo & Cie - Meti d'Aapo Rapi, aux éditions Rackham - La Mort de Staline tome 1 de Thierry Robin et Fabien Nury - Les Noceurs de Brecht Evens, aux éditions Actes Sud - Omni-Visibilis de Matthieu Bonhomme et Lewis Trondheim, aux éditions Dupuis - L’Or et le sang tome 2 de Fabien Bedouel, Merwan Chabane, Maurin Defrance et Fabien Nury, aux éditions 12 bis - La Parenthèse d'Élodie Durand, aux éditions Delcourt - Parker tome 1 de Darwyn Cooke et Richard Stark, aux éditions Dargaud - Pluto de Naoki Urasawa et Osamu Tezuka, aux éditions Kana - Pour l’Empire tome 2 de Merwan Chabane et Bastien Vivès - Quai d’Orsay tome 1 de Christophe Blain et Abel Lanzac, aux éditions Dargaud - Santa Riviera de Mancuso, Morvandiau et Arnal, aux éditions Les Requins Marteaux - Le Sens de la vis tome 2 de Manu Larcenet et Jean-Yves Ferri, aux éditions Les Rêveurs - Stéphane Clément, chroniques d’un voyageur tome 12 de Daniel Ceppi, aux éditions Le Lombard - Le Syndrome de Warhol de David Cren et Renaud Cerqueux, aux éditions Desinge & Hugo & Cie - Toute la poussière du chemin de Jaime Martin et Wander Antunes, aux éditions Dupuis - ToXic de Charles Burns, aux éditions Cornélius - Trois Christs de Denis Bajram, Valérie Mangin et Fabrice Neaud, aux éditions Soleil/Quadrants - Trop n’est pas assez d'Ulli Lust, aux éditions Çà et là - Walking Dead tome 12 de Charlie Adlard et Robert Kirkman, aux éditions Delcourt - War Songs d'Ivan Brun, aux éditions Drugstore - Wilson de Daniel Clowes, aux éditions Cornélius - The Zumbies tome 1 de Julien/CDM et Lindingre, aux éditions Fluide glacial |

##### Sélection Patrimoine
- Bab-El-Mandeb d'Attilio Micheluzzi, aux éditions Mosquito
- Terry et les Pirates 1934 - 1936 de Milton Caniff, aux éditions BDArtiste
- Jerry Spring - L’intégrale en noir et blanc tome 1 de Jijé, aux éditions Dupuis
- Sabu et Ichi de Shōtarō Ishinomori, aux éditions Sensei
- Necron tome 7 de Magnus, aux éditions Cornelius
- La Fille du bureau de tabac de Masahiko Matsumoto, aux éditions Cambourakis
- Ashita no Joe tome 4 d'Asao Takamori et Tetsuya Chiba, aux éditions Glénat BD
- Cerebus - High Society de Dave Sim, aux éditions Vertige Graphic

##### Sélection Jeunesse
La sélection jeunesse compte vingt albums. Le jury est un panel d'enfants de huit à douze ans.
| - Les Aventures de Spirou et Fantasio, tome 51 - Alerte aux Zorkons de Fabien Vehlmann, aux éditions Dupuis - Petit Pierrot - Décrocher la lune d'Alberto Varanda, aux éditions Soleil - Naruto tome 50 de Masashi Kishimoto, aux éditions Kana - Game Over T.5 d'Adam et Midam, aux éditions MAD Fabrik - Les Chronokids tome 3 de Zep, Stan et Vince, aux éditions Glénat - Basile et Melba tome 3 - Automne de Mathilde Domecq, aux éditions Glénat - Détective Conan tome 62 de Gōshō Aoyama, aux éditions Kana - Akissi, tome 1 : Attaque de chats de Marguerite Abouet et Mathieu Sapin, aux éditions Gallimard - Chambres noires tome 1 de Yomgui Dumont, aux éditions Vents d'Ouest - Seuls tome 5 -Au cœur du Maelström de Bruno Gazzotti et Fabien Vehlmann, aux éditions Dupuis | - Les aventures du jeune Jules Verne tome 1 - La Porte entre les mondes de Jorge Garcia et Pedro Rodriguez, aux éditions Glénat - Cruelle Joelle - La vie n’est pas si simple, Madame Lamort ! de Davide Cali, aux éditions Sarbacane - Hôtel étrange - L’hiver au printemps de Catherine Ferrier et Florian Ferrier, aux éditions Sarbacane - Prunelle, La fille du cyclope de Cédric Kernel et Vicky Portail-Kernel, aux éditions Ankama - Bestioles d'Hubert et Ohm, aux éditions Dargaud - Le Rêve du papillon de Luo Yin et Marazano, aux éditions Dargaud - Maïa tome 1- La boîte de Pandore de Brigitte Luciani et Colonel Moutarde, aux éditions Dargaud - Patti et les fourmis d'Anouk Ricard, aux éditions Gallimard - Ernest et Rebecca tome 3 - Pépé Bestiole d'Antonello Dalena et Guillaume Bianco, aux éditions Le Lombard - Cœur de papier tome 1 - Le Salon de Bruno Enna, aux éditions Soleil |

### Autres prix du festival
- Prix des Écoles d'Angoulême : L'Ours Barnabé - Intégrale 1 de Philippe Coudray, aux éditions La Boîte à bulles
  - Raph' et Potétoz tome 4 - Faut qu'ça pète ! de Yomgui Dumont, aux éditions Glénat
  - Mandarine & Cow tome 5 - Jus d'orange de Jacques Azam, aux éditions Milan Jeunesse
  - Jean-Loup de Benoît Frébourg, aux éditions Delcourt
  - Cédric tome 24 - J'ai gagné ! de Raoul Cauvin et Laudec, aux éditions Dupuis
- Prix des Collégiens de Poitou-Charentes : Khéti, fils du Nil tome 4 – Le Jugement d'Osiris de Mazan et Dethan, aux éditions Delcourt
  - Le Vol de la Cigogne de Modrimane, aux éditions Sarbacane
  - Braise tome 1 - Maman vous aime de Bertrand Bouton et Cédric Fortier, aux éditions Dargaud
  - Akissi - Attaque de chats de Marguerite Abouet et Mathieu Sapin, aux éditions Gallimard
  - 3 Souhaits tome 1 - L'assassin et la lampe de Mathieu Gabella et Paolo Martinello, aux éditions Drugstore
- Prix de la bande dessinée alternative : L'Arbitraire, fanzine édité à Lyon

#### Prix parallèles
- Prix des lecteurs de Libération : La Parenthèse d'Élodie Durand, aux éditions Delcourt [1]
- Prix de la meilleure bande dessinée francophone du Festival d'Angoulême : le choix polonais décerné à Cracovie[2] : La Parenthèse d'Élodie Durand, aux éditions Delcourt

## Déroulement du festival

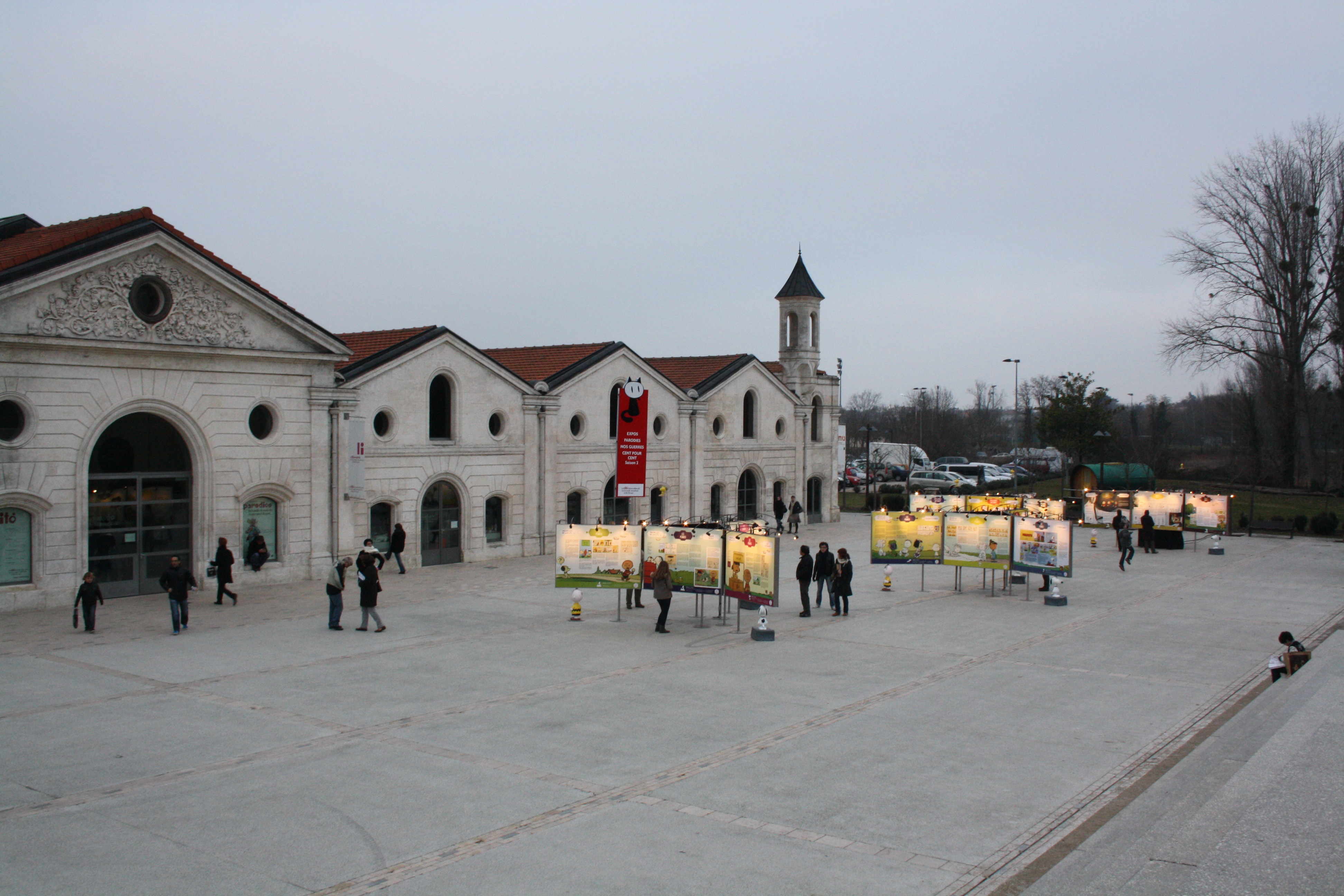
L'exposition Snoopy, célébrant les 60 ans des Peanuts, devant le Musée de la bande dessinée.

### Expositions
- Musée de la bande dessinée
  - Parodies, la bande dessinée au second degré
  - Nos guerres : planches originales de l’ouvrage Nos guerres de David Benito, Laurent Bourlaud et Patrice Cablat, paru aux éditions Cambourakis.
  - Cent pour cent saison deux : présentation des hommages des auteurs espagnols et turcs à leurs modèles
- Bâtiment Castro : 
  - la plasticienne belge Dominique Goblet, Prix 2010 de l’École européenne supérieure de l'image.
  - Portraits d'auteures : galerie de portraits par le photographe Nicolas Guérin (Florence Cestac, Isabelle Dethan, Posy Simmonds, Marjane Satrapi, Nathalie Ferlut, Catherine Meurisse, Aude Samama…)
- La Maison des auteurs :  Archipel, exposition des travaux de chaque auteur réalisés durant leur séjour à la Maison des auteurs.

### Spectacles
- Jean-Pierre Dionnet a donné deux courtes conférences, le Grenier des merveilles, au théâtre d'Angoulême. Il a présenté deux bandes dessinées qu'il affectionnait particulièrement, toutes deux des feuilletons en petits formats noir et blanc. Il s'est longuement attardé sur l'analyse du travail Thomas Marco Nadal pour Kalar,  et celui de Ron Turner pour Rick Random, en partie scénarisé par Harry Harrison. Tous deux ont été qualifiés par Jean-Pierre Dionnet de "stakhanovistes du dessin". Selon Jean-Pierre Dionnet, le travail de Ron Turner a eu une influence certaine sur celui du jeune Philippe Druillet, notamment au niveau de ses architectures de science-fiction baroque.

### Événements
- Le stand de L'Association, à l'entrée de la bulle des éditeurs indépendants, est resté, tout au long du festival, vide d'albums. À la place, de petites feuilles jaunes au format A5, expliquant les raisons pour lesquelles les 7 salariés de l'association poursuivaient leur grève en dépit du festival.
- Des différends entre la Cité internationale de la bande dessinée et le festival ont abouti à des cafouillages perturbants pour le public, qui n'a pas bénéficié d'informations complètes au sujet des différentes expositions qui lui étaient proposées.